# Les Douze Royaumes
Les Douze Royaumes (十二国記, Jūni Kokuki, ou alternativement Jūni Kokki) est une série de quinze ouvrages écrits par Fuyumi Ono et illustrés par Akihiro Yamada. Les huit premiers ont été traduits sous forme de douze tomes en français, se déroulant dans un univers de type fantasy mais incorporant nombre d'éléments d'inspiration chinoise. D'abord publié par Kōdansha de 1991 à 2001 du tome 0 à 7, la série est reprise par Shinchōsha en 2012 qui réédite les anciens ouvrages et en publie de nouveaux, avec la suite de la série et des livres d'art.
Les premiers romans furent adaptés en une série animée de 45 épisodes entre 2002 et 2003 par le Studio Pierrot, diffusée sur la chaîne NHK au Japon. Celle-ci est éditée intégralement en France en DVD par Kazé, mais n'a jamais été diffusée par les chaînes de télévision françaises.

## L'univers

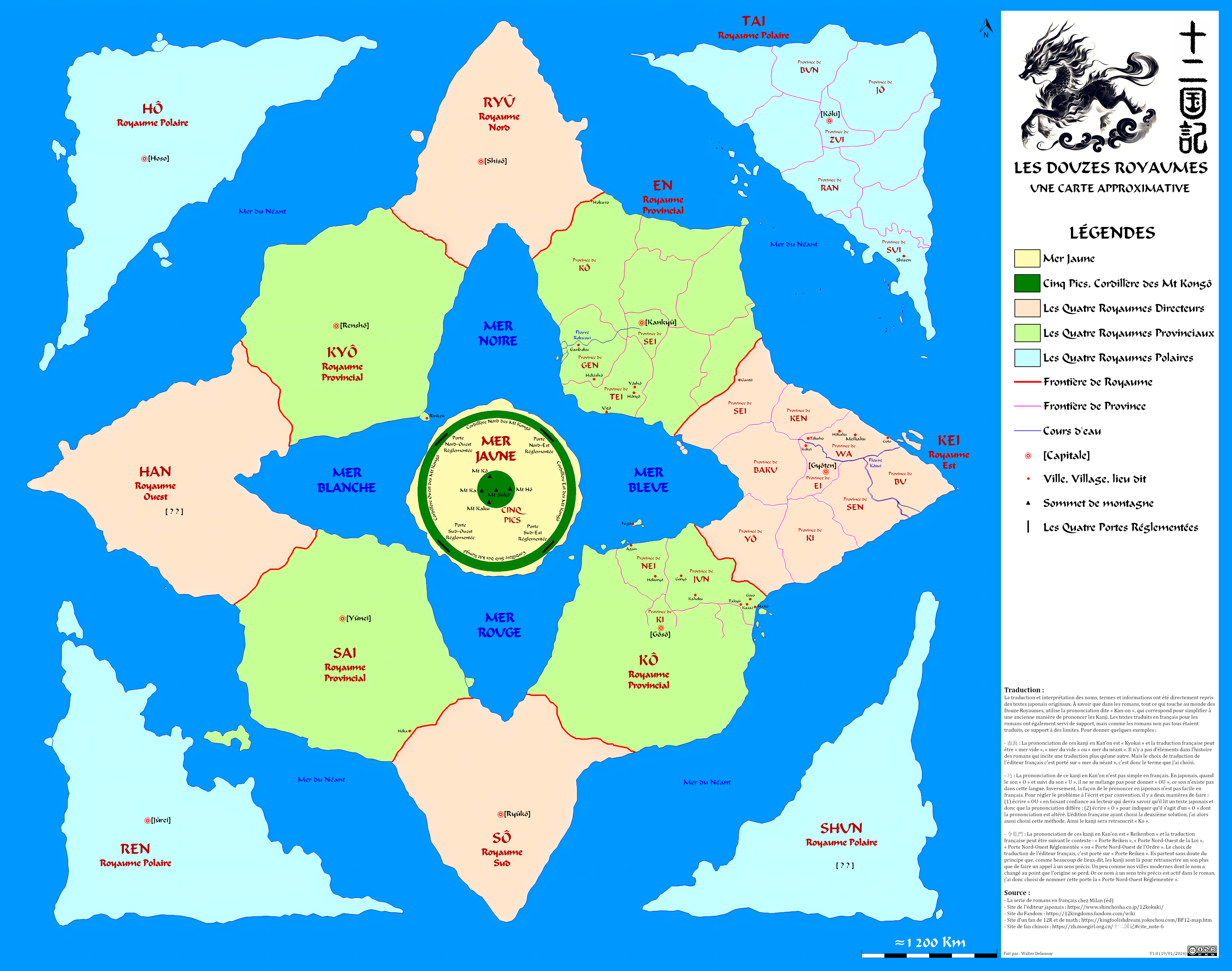
Carte approximative en français du territoire des "12 Royaumes". Faite à partir des romans et de sources ayant étudié les jeux.

L'histoire se déroule dans le monde parallèle des « 12 Royaumes », une série d'îles divisées en 12 royaumes, et dont la société est comparable à celle de la Chine ancienne. Chaque royaume est gouverné par un roi ou une reine, choisi par le kirin, un animal sacré envoyé par le Ciel, et affecté à un royaume en particulier. Lors de grandes catastrophes naturelles semblables à des ouragans, les shoku, ce monde et le nôtre entrent en interaction, et des échanges hors de tout contrôle entre les deux se produisent. Et si les habitants de ce monde connaissent vaguement l'existence du nôtre, l'inverse s'avère inexact.

## Terminologie
- Riboku (里木), Yaboku (野木) et Shashinboku (捨身木) sont des arbres à l'origine de presque toute vie biologique dans les 12 Royaumes: plantes, animaux, humains, créatures sacrées ou démoniaques. Ces arbres ont des branches blanches et des troncs faits d'un matériau dur qui ne peut pas être coupé, même avec des épées magiques comme le Suiguutou. Les êtres totalement ou partiellement humains naissent d'un Riboku (dans une ville), les créatures sauvages d'un Yaboku (dans la nature) et les 12 Kirin et les 12 Nyokai naissent sur le Shashinboku (qui n'existe que sur le Mont Hō).
- Ranka (œuf-fruit): Ce sont les fruits des Riboku, Yaboku et Shashinboku. Les gens font parfois des prières en début de mois pour avoir certaines espèces comme du bétail (mais rien n'est garantie). Les couples voulant un enfant viennent attacher une demande avec un ruban de couleur à un Riboku, un Ranka spécifique se mettra alors à pousser sur la branche à laquelle est accroché le ruban (il semble que ça ne marche qu'avec des couples mariés officiellement). Il peut arriver que l'enfant, à sa naissance, soit un Hanjyuu (moitié homme, moitié bête). Il arrive aussi occasionnellement qu'un Shoku (tourbillon) apparaisse non loin d'un Riboku, et aspire un ou plusieurs Ranka vers Hourai (Japon). Le Ranka se fixe alors dans le corps d'une femme enceinte, et l'enfant naît "normalement". On appelle ces enfants Taika, s'ils retournent dans leur royaume d'origine, leur apparence redeviendra celle qu'elle aurait dû être s'ils étaient nés dans les 12 royaumes.
- Kirin (麒麟) : Chaque royaume se voit assigner un Kirin chargé de nommer le roi et de lui accorder l'immortalité. D'origine divine, ils ne peuvent supporter toute forme de souillure (telle que le sang), et peuvent tomber malades si le roi qu'ils ont choisi gère mal son royaume. Cette maladie, nommée Shitsudou, conduit le plus souvent à la mort du Kirin et donc à celle du roi. Métamorphes, les Kirins peuvent prendre à volonté une forme humaine ou bien celle d'une licorne blanche (les licornes noires existent, mais sont exceptionnellement rares et signe de chance). Leur nombre ne peut pas dépasser douze à un instant donné. Chaque Kirin porte un nom composé du nom de leur pays suivi de Ki (麒) pour un mâle, Rin (麟) pour une femelle.
- Nyokai : Sorte de chimère toujours femelle, elle est l'ange gardien d'un Kirin. Elle naît de la racine du Shashinboku opposé au Kirin qui lui est assigné. Elle protégera le Ranka du Kirin puis le Kirin toute sa vie durant. La plupart d'entre elles possède les caractéristiques de plusieurs animaux.
- Shirei : Un Yôma (démon) avec lequel un Kirin a passé un pacte (en paiement le Kirin offre son corps en nourriture au Yôma à sa mort).
- Youjyuu : Ce ne sont ni des animaux (ils ne naissent pas d'un arbre), ni des Yômas (on peut les domestiquer). En fait on ignore leur mode de reproduction, les femelles existent mais sont rarissimes et on n'a jamais vu de Youjyuu autre qu'adulte. Ils sont appelés Kijyuus une fois domestiqués.

## Personnages
- Yoko Nakajima : Personnage principal de la série, Yoko est une lycéenne de 16 ans menant jusque-là une vie « normale » avant d'être emmenée dans l'univers des douze royaumes par le kirin Keiki. Elle devra apprendre le difficile métier de reine de Kei. Pour se défendre, Keiki lui avait confié une épée nommée Suiguutou.
Yoko est une Taika, c'est-à-dire une habitante des douze royaumes mais qui est né dans le nôtre.
- Keiki : Keiki est le Kirin du pays de Kei. Après la mort de la précédente impératrice, et incapable de trouver un successeur dans son monde, il est venu chercher dans notre monde. Il va ainsi trouver ce qu'il cherchait en la personne de Yoko.
- Aozaru : C'est l'esprit-singe de l'épée Suiguutou. Yoko ayant perdu le fourreau qui scellait cet esprit, et étant incapable de le dominer, elle subit ses visions concrétisant ses pires angoisses.
- Shôryu : Le roi du pays de En, sur lequel il règne depuis 500 ans.
Inquiet par les troubles qui secouent le pays voisin de Kei qui menacent la prospérité de son propre royaume, il envoie Rokuta (son kirin) enquêter.
- Taiki : Kirin du royaume de Tai. Sa chevelure noire est due au fait qu'il est un Kirin Noir (chose très rare) Son Ranka (œuf) ayant été avalé par un Shoku avant sa naissance, on avait donc perdu sa trace pendant 10 ans avant que Enki (kirin de En) ne le retrouve dans Hourai (au Japon).
- Haku Sanshi : Nyokai de Taiki. Désespérée après la perte du Ranka de ce dernier, elle ne le quitte plus depuis leurs retrouvailles et peut devenir extrêmement violente si Taiki est menacé.
- Yuka Sugimoto : Camarade de classe de Yoko et grande lectrice de romans de fantasy. Elle aussi a du mal à s'intégrer à sa classe, et après le choc culturel de son arrivée dans les douze royaumes, elle commence à se prendre pour une héroïne de roman. À noter que, dans les romans, Yuka n'apparaît qu'au tout début de l'histoire de Yoko et ne la suit pas dans son passage vers les douze royaumes.
- Rakushun : Recueille Yoko après qu'elle s'est écroulée d'épuisement non loin de chez lui. C'est un hanjyuu (mi-homme mi-animal) à l'aspect de rat, il deviendra ami avec Yoko et lui apprendra les bases sur de ce monde.
- Rokuta : kirin du royaume de En (d'où son autre nom : Enki).
- Shokei : Fille du défunt roi de Ho (Chutatsu), Shokei a vécu la grande partie de son existence recluse à l'intérieur du château. Elle est alors la « jolie poupée » immortelle du château. À la suite de la mort du cruel souverain, Shokei va perdre ce qu'il y'a de plus précieux en elle : son statut d'immortel. Mise dans un orphelinat, elle sera maltraitée et haïe par le peuple quand il découvrira son identité.
« Victime » de son propre peuple, elle voue une haine envers la nouvelle reine de Kei (elle dispose de tout ce qu'elle a perdu), elle décide de voyager jusqu'à Kei pour prendre la place de celle-ci ! C'est sa rencontre avec Rakushun qui lui fera changer d'état d'esprit.
- Suzu : Cette jeune fille est née au Japon il y a plus de 100 ans. Emportée dans le monde des 12 Royaumes lors d'un shoku alors que ses parents très pauvres venaient de la vendre à un homme de la ville, elle est d'abord recueillie par des saltimbanques. Totalement perdue car ne parlant pas la langue des 12 royaumes, elle suppliera Suibi Ryo, une immortelle, de la garder avec elle. Persuadée que le sort s'acharne sur elle, Suzu supportera pendant un siècle les mauvais traitements de sa maîtresse. Elle finira par s'échapper et, notamment grâce aux bons conseils de la Reine de Sai, prendra son destin en main. Elle se fixe alors pour objectif de rencontrer la reine de Kei qui comme elle est une visiteuse.
- Reine de Sai et Sairin : La reine de Sai et sa Kirin recueillent Suzu Oki lorsque cette dernière parvient à se soustraire des griffes de Suibi Ryo. Elle lui donne l'occasion de parcourir ce monde qu'elle ne connait qu'au travers de son ancienne maitresse.
- Suibi Ryo : Ancienne favorite du défunt roi de Sai, cette immortelle n'a jamais accepté d'avoir été abandonnée. Elle tyrannise ses domestiques et les traite comme des esclaves. Elle recueille Suzu Oki et lui accorde le statut d'immortelle qui lui permet ainsi de comprendre et parler la langue de ce monde. Mais elle le lui fait payer et Suzu Oki devient son souffre-douleur préféré.

## Publication
Il y a sept romans dans la série des 12 Royaumes, deux recueils de nouvelles, ainsi qu'une préquelle. Les romans sont illustrés par Akihiro Yamada. Certains romans ont été publiés en deux éditions ou plus. Il y a également cinq autres ouvrages spéciaux qui parlent des créations faites autour de l’œuvre.
| Tome | Titre en Kanji | Titre en Romaji | Traduction littérale des titres | Traduction littérale des titres | Notes |
| Tome | Date de publication | ISBN | Titre officiel et Date de publication anglais | Titre officiel et Date de publication français | Notes |
| Tome | Résumé | Résumé | Résumé | Résumé | Notes |
| ---- | --- | --- | --- | --- | --- |
| 0    | 魔性の子 | Mashō no Ko | The Child of Demonic Nature | L'Enfant de Nature Démoniaque | Histoire en 1 Volume |
| 0    | • Septembre 1991 - Kodansha (éd.) • Juillet 2012 - Shinchosha (éd.) - réédition | • Kodansha (éd.) (ISBN 978-4-10-124021-3) • Shinchosha (éd.) - réédition (ISBN 978-4-10-124051-0) | - | Les 12 Royaumes: L'Être de l'Autre Monde • Juin 2010 - Milan (éd.) (ISBN 978-2-7459-3307-2)                                                                                      | Histoire en 1 Volume |
| 0    | Roman d'horreur écrit par Fuyumi Ono avant les 12 Royaumes. Donc des éléments et événements seront en partie utilisés comme base à la série des 12 Royaumes. Au lycée, Takasato a une réputation redoutable : malheur à celui qui lui cherchera des histoires. C'est vrai que ce n'est pas un élève comme les autres. On dirait presque qu'il est venu d'ailleurs. Alors on l'évite. Takasato, lui, ne demande qu'une chose : comprendre enfin qui il est et de quel monde il vient. | | | | Histoire en 1 Volume |
| 1    | 月の影 影の海 | Tsuki no Kage, Kage no Umi | Shadow of the Moon, Sea of Shadow | Ombre de la Lune, Mer de l'Ombre | Histoire en 2 Volumes, sauf en anglais qui n'existe qu'en intéglale de 1 volume                                            |
| 1    | • Juin 1992 - Kodansha (éd.) - Volume 1 • Juillet 1992 - Kodansha (éd.) - Volume 2 • Juillet 2012 - Shinchosha (éd.) - réédition Volume 1 • Juillet 2012 - Shinchosha (éd.) - réédition Volume 2 | • Kodansha (éd.) - Volume 1 (ISBN 978-4-06-255071-0) • Kodansha (éd.) - Volume 2 (ISBN 978-4-06-255072-7) • Shinchosha (éd.) - réédition Volume 1 (ISBN 978-4-10-124053-4) • Shinchosha (éd.) - réédition Volume 2 (ISBN 978-4-10-124052-7) | The Twelve Kingdoms: Sea of Shadow • Mars 2007 - Tokyopop (éd.) - intégale en 1 Volume - couverture rigide (ISBN 978-1-59816-946-1) • Février 2008 - Tokyopop (éd.) - intégale en 1 Volume - poche (ISBN 978-1-4278-0257-6)  | Les 12 Royaumes: La Mer de l'Ombre • Avril 2007 - Milan (éd.) - Volume 1-1 (ISBN 978-2-7459-2045-4) • Avril 2007 - Milan (éd.) - Volume 1-2 (ISBN 978-2-7459-2460-5)             | Histoire en 2 Volumes, sauf en anglais qui n'existe qu'en intéglale de 1 volume                                            |
| 1    | Un inconnu vient s'agenouiller devant Yôko, en plein lycée? La jeune fille n'a pas le temps de s'interroger : la voilà entraînée dans un autre monde, poursuivie par une horde de créatures. Commence alors pour Yokô un long voyage au coeur des 12 royaumes. Un voyage au bout des ténèbres, au bout d'elle même, pour devenir la reine de Kei. | | | | Histoire en 2 Volumes, sauf en anglais qui n'existe qu'en intéglale de 1 volume                                            |
| 2    | 風の海 迷宮の岸 | Kaze no Umi, Meikyū no Kishi | Sea of Wind, Shore of the Labyrinth | Mer de Vent, Rivage du Labyrinthe | Histoire en 2 Volumes, sauf dans la réédition de Shinchosha et l'édition anglaise qui n'existe qu'en intéglale de 1 volume |
| 2    | • Mars 1993 - Kodansha (éd.) - Volume 1 • Avril 1993 - Kodansha (éd.) - Volume 2 • Octobre 2012 - Shinchosha (éd.) - réédition en 1 volume | • Kodansha (éd.) - Volume 1 (ISBN 978-4-06-255114-4) • Kodansha (éd.) - Volume 2 (ISBN 978-4-06-255120-5) • Shinchosha (éd.) - réédition en intégale de 1 Volume (ISBN 978-4-10-124054-1)                                                   | The Twelve Kingdoms: Sea of Wind • Mars 2008 - Tokyopop (éd.) - intégale en 1 Volume - couverture rigide (ISBN 978-1-59816-947-8) • Février 2009 - Tokyopop (éd.) - intégale en 1 Volume - poche (ISBN 978-1-4278-0258-3)    | Les 12 Royaumes: Le Rivage du Labyrinthe • Juin 2007 - Milan (éd.) - Volume 2-1 (ISBN 978-2-7459-2046-1) • Juin 2007 - Milan (éd.) - Volume 2-2 (ISBN 978-2-7459-2461-2)         | Histoire en 2 Volumes, sauf dans la réédition de Shinchosha et l'édition anglaise qui n'existe qu'en intéglale de 1 volume |
| 2    | Taiki est le nouveau kirin du royaume de Tai. C'est lui qui désignera le futur roi. C'est sur ses épaules que reposera le destin de son royaume. Mais lui, ne le sait pas encore... Plus tard, il devra choisir parmi une foule de prétendants, rassemblés sur le mont Hô. Or Taiki doute, Taiki hésite... Il attend un signe du Ciel. Mais le Ciel reste muet… | | | | Histoire en 2 Volumes, sauf dans la réédition de Shinchosha et l'édition anglaise qui n'existe qu'en intéglale de 1 volume |
| 3    | 東の海神 西の滄海 | Higashi no Wadatsumi, Nishi no Sōkai | Sea God in the East, Vast Sea in the West | Dieu Marin de l'Est, Océan de l'Ouest | Histoire en 1 Volume |
| 3    | • Juin 1994 - Kodansha (éd.) • Janvier 2013 - Shinchosha (éd.) - réédition | • Kodansha (éd.) (ISBN 978-4-06-255168-7) • Shinchosha (éd.) - réédition (ISBN 978-4-10-124055-8) | The Twelve Kingdoms: The Vast Spread of the Seas • Mars 2009 - Tokyopop (éd.) - couverture rigide (ISBN 978-1-59816-948-5) • Novemvre 2009 - Tokyopop (éd.) - poche (ISBN 978-1-4278-0259-0)                                 | Les 12 Royaumes: La Majesté des Mers • Septembre 2007 - Milan (éd.) (ISBN 978-2-7459-2059-1)                                                                                     | Histoire en 1 Volume |
| 3    | C'est la guerre, dans le royaume de En. Atsuyu, le gouverneur de la province de Gen, défie l'autorité de son roi, Shôryû. Et il ose l'irréparable : prendre le kirin du royaume en otage. | | | | Histoire en 1 Volume |
| 4    | 風の万里 黎明の空 | Kaze no Banri, Reimei no Sora | Thousand Miles of Wind, Sky of Dawn | Mille Lieues de Vent, Ciel de Aube | Histoire en 2 Volumes, sauf en anglais qui n'existe qu'en intéglale de 1 volume                                            |
| 4    | • Juillet 1994 - Kodansha (éd.) - Volume 1 • Septembre 1994 - Kodansha (éd.) - Volume 2 • Avril 2013 - Shinchosha (éd.) - réédition Volume 1 • Avril 2013 - Shinchosha (éd.) - réédition Volume 2 | • Kodansha (éd.) - Volume 1 (ISBN 978-4-06-255175-5) • Kodansha (éd.) - Volume 2 (ISBN 978-4-06-255178-6) • Shinchosha (éd.) - réédition Volume 1 (ISBN 978-4-10-124057-2) • Shinchosha (éd.) - réédition Volume 2 (ISBN 978-4-10-124056-5) | The Twelve Kingdoms: Skies of Dawn • Mars 2010 - Tokyopop (éd.) - intégale en 1 Volume - couverture rigide (ISBN 978-1-59816-949-2) • Novembre 2010 - Tokyopop (éd.) - intégale en 1 Volume - poche (ISBN 978-1-4278-0260-6) | Les 12 Royaumes: Le Vent de l'Infini • Juin 2008 - Milan (éd.) - Volume 4-1 (ISBN 978-2-7459-2060-7) • Juin 2008 - Milan (éd.) - Volume 4-2 (ISBN 978-2-7459-2462-9)             | Histoire en 2 Volumes, sauf en anglais qui n'existe qu'en intéglale de 1 volume                                            |
| 4    | D’un côté, Suzu une jeune Japonaise vendue par ses parents comme servante et transportée dans aux 12 Royaumes par accident. Après plusieurs malheurs, elle apprend que Yôko, la nouvelle reine, est elle aussi venue du Japon. Pleine d’espoirs Suzu part à ça rencontre... De l’autre côté, Shôkei la fille de l'ancien roi de Hô, un tyran sanguinaire détrôné, est épargnée mais reste détestée de tous. Shôkei en conçoit un désir de vengeance extrême qu'elle reporte sur la nouvelle reine, Yôko. Au même moment, Yôko cherche avec difficulté à comprendre son royaume afin de mieux le gouverner. Toutes ces histoires s’entremêleront et trouveront un sens pendant la libération de la province de Wa. | | | | Histoire en 2 Volumes, sauf en anglais qui n'existe qu'en intéglale de 1 volume                                            |
| 5    | 図南の翼 | Tonan no Tsubasa | The Wings of the Southern Plane | Les Ailes du Plan Australe | Histoire en 1 Volume |
| 5    | • Février 1996 - Kodansha (éd.) • Octobre 2013 - Shinchosha (éd.) - réédition | • Kodansha (éd.) (ISBN 978-4-06-255229-5) • Shinchosha (éd.) - réédition (ISBN 978-4-10-124059-6) | - | Les 12 Royaumes: Les Ailes du Destin • Septembre 2008 - Milan (éd.) (ISBN 978-2-7459-2061-4)                                                                                     | Histoire en 1 Volume |
| 5    | Shushô à douze ans a déjà l’ambition de devenir reine du royaume de Kyô. Accompagnée par Gankyû, un chasseur de monstres, elle se met en route vers le mont Hô, pour se présenter au kirin, seul capable de la reconnaître comme souveraine. | | | | Histoire en 1 Volume |
| 6    | 黄昏の岸 暁の天 | Tasogare no Kishi, Akatsuki no Sora | The Shore at Twilight, the Sky at Daybreak | Rivage du Crépuscule, Cieux de l'Aurore | Histoire en 2 Volumes, sauf dans la réédition de Shinchosha qui n'existe qu'en intéglale de 1 volume)                      |
| 6    | • Mai 2001 - Kodansha (éd.) - sortie des 2 volumes simultanément • Avril 2014 - Shinchosha (éd.) - réédition de l'intégrale en 1 Volume | • Kodansha (éd.) - Volume 1 (ISBN 978-4-06-255546-3) • Kodansha (éd.) - Volume 2 (ISBN 978-4-06-255550-0) • Shinchosha (éd.) - réédition de l'intégrale en 1 Volume (ISBN 978-4-10-124061-9)                                                | - | Les 12 Royaumes: Les Rives du Crépuscule • Novembre 2008 - Milan (éd.) - Volume 6-1 (ISBN 978-2-7459-2062-1) • Novembre 2008 - Milan (éd.) - Volume 6-2 (ISBN 978-2-7459-3177-1) | Histoire en 2 Volumes, sauf dans la réédition de Shinchosha qui n'existe qu'en intéglale de 1 volume)                      |
| 6    | Taiki, le kirin du royaume de Tai, est en fuite. Son roi a été chassé du trône par un usurpateur. C'est le chaos! La Générale Risai demande de l’aide à Yôko, la reine du royaume de Kei. Mais, selon une loi céleste, engager ses troupes sur une terre étrangère est un crime. Elle doit surtout retrouver Taiki, le kirin. Sans lui, la paix dans le royaume de Tai est impossible. | | | | Histoire en 2 Volumes, sauf dans la réédition de Shinchosha qui n'existe qu'en intéglale de 1 volume)                      |
| 7    | 華胥の幽夢 | Kasho no Yume | Hidden dreams of all Wonders (or Utopia) | Rêves cachés de Toutes les Merveilles (ou Utopie) | Histoires en 1 Volume |
| 7    | • Septembre 2001 - Kodansha (éd.) • Janvier 2014 - Shinchosha (éd.) - réédition | • Kodansha (éd.) (ISBN 978-4-06-255573-9) • Shinchosha (éd.) - réédition (ISBN 978-4-10-124060-2) | - | Les 12 Royaumes: Le royaume de l'idéal • Avril 2009 - Milan (éd.) (ISBN 978-2-7459-2063-8)                                                                                       | Histoires en 1 Volume |
| 7    | Cinq nouvelles pour pénétrer encore une fois le monde des 12 royaumes. "Fleur d’hiver" (冬栄) : Taiki est de retour au royaume de Tai toujours plongé dans l’hiver. "À la faveur de la lune" (乗月) : Gekkei, s'interroge sur son destin. "Correspondance" (書簡) : Rakushun se confie à Yôko, la reine de Kei. "Utopie" (華胥) : Le prince de Sô comprend enfin le sens de sa vie d'infatigable voyageur. "Retour au pays" (帰山) : le roi de Sai qui poursuit sa quête du royaume idéal. | | | | Histoires en 1 Volume |
| 8    | 丕緒の鳥 | Hisho no Tori | The Birds of Hisho | Les Oiseaux de Hisho | Histoires en 1 Volume |
| 8    | • Juillet 2013 - Shinchosha (éd.) | • Shinchosha (éd.) (ISBN 978-4-10-124058-9) | - | - | Histoires en 1 Volume |
| 8    | Ce tome est composé de quatre nouvelles. Certaines histoires se situent entre des romans antérieurs ou impliquent des personnages familiers. Deux d'entre elles ont été pré-publiées dans le magazine Yomyom. "Les Oiseaux de Hisho" (丕緒の鳥) : Dans le cadre de la cérémonie ascension de Yôko, un artisan nommé Hisho a été chargé de créer de magnifiques ornements d'oiseaux. "Prison de la Lumière Tombante" (落照の獄) : Principalement racontés par l'intermédiaire d'un bureaucrate nommé Eiko, on voit le système juridique de Ryu en déclin et qui n'est plus en mesure de rendre justice de manière appropriée. "l’Orchidée Bordée de Bleu" (青条の蘭) : Un petit fonctionnaire du gouvernement d'En, lutte pour sauver son peuple et son pays, au moment où Shôryû monte sur le trône. "Signe du Vent" (風信) : L'histoire de Renka, une fille devenue orpheline à la suite du décret de Jokaku d'exiler toutes les femmes de Kei. | | | | Histoires en 1 Volume |
| 9    | 白銀の墟 玄の月 | Shirogane no oka, kuro no tsuki | Ruin of Glittering Snow, Moon of Darkness | Ruine de Neige Scintillante, Lune de l'Obscurité | Histoire en 4 Volumes |
| 9    | • Octobre 2019 - Shinchosha (éd.) - Volume 1 • Octobre 2019 - Shinchosha (éd.) - Volume 2 • Novembre 2019 - Shinchosha (éd.) - Volume 3 • Novembre 2019 - Shinchosha (éd.) - Volume 4 | • Shinchosha (éd.) - Volume 1 (ISBN 978-4101240626) • Shinchosha (éd.) - Volume 2 (ISBN 978-4101240633) • Shinchosha (éd.) - Volume 3 (ISBN 978-4101240640) • Shinchosha (éd.) - Volume 4 (ISBN 978-4101240657)                             | - | - | Histoire en 4 Volumes |
| 9    | Cela fait six ans que Gyousou a disparu après six mois sur le trône de Tai. Taiki revient pour sauver son royaume dévasté. Sur la base de ses espoirs, Taiki affirme que son roi est toujours en vie. Aidé de Risai, ils commencent une longue recherche. | | | | Histoire en 4 Volumes |

Une nouvelle, Drifting Ship (漂舶, Hyouhaku), publiée en 1997, accompagnait le CD de drama Dieu Marin de l'Est, Océan de l'Ouest (東の海神　西の滄海, Higashi no Wadatsumi, Nishi no Sōkai) et n'a toujours pas été rééditée ailleurs.
| Titre en Kanji | Titre en Romaji                                 | Traduction littérale des titres                                                          | Traduction littérale des titres                                                                      |
| Date de publication | ISBN                                            | Titre officiel et Date de publication anglais                                            | Titre officiel et Date de publication français                                                       |
| Résumé | Résumé                                          | Résumé                                                                                   | Résumé                                                                                               |
| --- | ----------------------------------------------- | ---------------------------------------------------------------------------------------- | --- |
| 「十二国記」画集〈第一集〉久遠の庭 | 「Jūnikokuki」 gashū 〈daiisshū〉 Kudō no niwa  | “The Twelve Kingdoms” Art Collection <First Collection> Garden of Eternity               | "Les Douze Royaumes" Collection d’art <Première Collection> Jardin de l’Éternité                     |
| • Juillet 2014 - Shinchosha (éd.) | • Shinchosha (éd.) (ISBN 978-4-10-335931-9)     | -                                                                                        | - |
| Les illustrations du dessinateur officiel du monde des « Douze Royaumes » (Akihiro Yamada), éditées dans une taille proche des dessins originaux. Cette première collection se concentre sur les premières œuvres de 1991 à 2006 et comprend également des illustrations de produits connexes. Un total de 95 pièces dont des illustrations nouvellement dessinées! |                                                 |                                                                                          | |
| 「十二国記」画集《第二集》青陽の曲 | 「Jūnikokuki」 gashū 《dainishū》 aoyō no kyoku | “The Twelve Kingdoms” Art Collection <<Second Collection>> Song of Young Sun (or Spring) | "Les Douze Royaumes" Collection d’art <<Deuxième Collection>> Chanson du Jeune Soleil (ou Printemps) |
| • Juillet 2022 - Shinchosha (éd.) | • Shinchosha (éd.) (ISBN 978-4-10-335932-6)     | -                                                                                        | - |
| Les illustrations du dessinateur officiel du monde des « Douze Royaumes » (Akihiro Yamada), éditées dans une taille proche des dessins originaux. Cette deuxième collection comprend toutes les couvertures et illustrations de l'édition complète de Shinchōsha, dont la publication a commencé en 2012. Une collection complète d'œuvres originales et même illustrations nouvellement dessinées.                                                                                           |                                                 |                                                                                          | |
| 「十二国記」30周年記念ガイドブック | 「Jūnikokuki」 30 shūnenkinen gaidobukku        | "Twelve Kingdoms" 30th Anniversary Guidebook                                             | "Les Douze Royaumes" Guide du 30e anniversaire                                                       |
| • Août 2022 - Shinchosha (éd.) | • Shinchosha (éd.) (ISBN 978-4-10-354024-3)     | -                                                                                        | - |
| Ce qui a commencé comme une édition originale tirée à 30 000 exemplaires est aujourd'hui devenu un total de plus de 12 millions d'exemplaires vendus en 15 volumes de 10 exemplaires dans l'édition complète. Un Retour sur le monde de l'œuvre et un regard sous différents angles. Le premier "guide" de la série, retraçant les 30 ans d'histoire des "Douze Royaumes". |                                                 |                                                                                          | |
| 「十二国記」絵師 山田章博の世界 | 「Jūnikokuki」 eshi yamada akihiro no sekai     | "Twelve Kingdoms" The world of artist Akihiro Yamada                                     | "Les Douze Royaumes" Le monde de l'artiste Akihiro Yamada                                            |
| • Décembre 2023 - Shinchosha (éd.) | • Shinchosha (éd.) (ISBN 978-4-10-335933-3)     | -                                                                                        | - |
| Akihiro Yamada, illustrateur de la populaire série "Les Douze Royaumes", colore le monde de l'histoire de Fuyumi Ono avec ses illustrations depuis plus de 30 ans. Yamada a fait ses débuts en tant que mangaka en 1981 et également en tant qu’illustrateur. Il a été actif dans un large éventail de genres, notamment des couvertures de livres, des illustrations de romans, ainsi que la conception de personnages d'animés et de jeux. Cet ouvrage vous fera découvrir son univers.     |                                                 |                                                                                          | |
| 「十二国記」アニメ設定画集 | 「Jūnikokuki」 anime settei gashū               | "Twelve Kingdoms" anime setting art collection                                           | "Les Douze Royaumes" Collection d'art et de décors de l'animé                                        |
| • Mars 2024 - Shinchosha (éd.) | • Shinchosha (éd.) (ISBN 978-4-10-335934-0)     | -                                                                                        | - |
| Contient près de 100 dessins de personnages dessinés par Akihiro Yamada avec des commentaires manuscrits. Il existe également de nombreuses belles illustrations en couleurs dessinées pour des produits liés aux anime. Les commentaires de Fuyumi Ono et Akihiro Yamada, les interviews des doubleurs : Aya Hisakawa, Ken'ichi Suzumura, Kosuke Okano, Rie Kugimiya, les textes du scénariste Noboru Aikawa et les interviews de l'équipe de production sont également nouvellement inclus. |                                                 |                                                                                          | |

## Anime

### Fiche technique
- Année : 2002
- Réalisateur : Tsuneo Kobayashi
- Script : Shō Aikawa
- Musique : Kunihiko Ryo
- Character design original : Akihiro Yamada
- Character design : Hiroto Tanaka, Yuko Kusumoto
- Directeur de l'animation: Hiroto Tanaka
- Animation : Studio Pierrot
- Production : NHK
- Licencié en France par : Kazé
- Nombre d'épisodes : 45

### Chapitres de l’anime
- Tsuki no kage, kage no umi (épisodes 1 à 14)
- Kaze no Umi, Meikyuu no Kishi (épisodes 15 à 21)
- Shokan - Correspondance (épisode 22)
- Kaze no Banri, Reimei no Sora (épisodes 23 à 39)
- Jougetsu - L'allié de la Lune (épisode 40)
- Higashi no Wadatsumi, Nishi no Soukai (épisodes 41 à 45)

### Doublage
| Personnages                          | Voix japonaises   | Voix françaises,    |
| ------------------------------------ | ----------------- | ------------------- |
| Yoko Nakajima                        | Aya Hisakawa      | Julie Deliquet      |
| Keiki                                | Takehito Koyasu   | Frédéric Popovic    |
| Ikuya Asano                          | Yuji Ueda         | Nicolas Beaucaire   |
| Yuka Sugimoto                        | Aya Ishizu        | Gwenaëlle Julien    |
| Shôryu                               | Masaki Aizawa     | Antoine Tomé        |
| Enki dit Rokuta                      | Kappei Yamaguchi  | François Créton     |
| Shûjo (Kyouou en VO / Shushou en VA) | Wakana Yamazaki   | Frédéric Souterelle |
| Kourin                               | Yuko Sasaki       | Julie André         |
| Rakushun                             | Kenichi Suzumura  | Cyril Aubin         |
| Taiki                                | Rie Kugimiya      | Isabelle Volpé      |
| Gyousou Saku                         | Keiji Fujiwara    | Vincent de Bouard   |
| Suzu                                 | Naomi Wakabayashi | Pascale Chemin      |
| Shukei                               | Hōko Kuwashima    |                     |

- Version française
  -  Adaptation des dialogues : Eric Lajoie, Claire Impens et Frédéric Roques[5],[6]

Sources voix françaises : Anime News Network et Planète Jeunesse

### DVD
En France, Kazé détient la licence de la série.
En 2004, Kazé sort tout d'abord un DVD découverte, contenant les 3 premiers épisodes de la série en version originale sous-titrée française. Il s'agit là d'une offre promotionnelle visant à lancer la série en France, et le DVD contient de nombreux bonus présentant la série des 12 royaumes, les personnages, le staff et le casting.
Puis en 2005, l'intégralité de la série est éditée en version originale sous-titrée française, déclinée en 4 coffrets de 13 épisodes chacun, à l'exception du dernier qui n'en contient que 6, que l'éditeur présente comme étant des OAV faisant suite à la série télévisée. Chaque coffret renferme en plus un petit livret contenant des informations sur les épisodes et les personnages.
En 2006-2007, Kazé réédite les 4 coffrets dans un nouveau packaging, contenant cette fois-ci la version française en plus de la version originale. Les livrets y sont remplacés par des petits dépliants, et leur contenu reste globalement le même.
Fin 2007, un coffret « intégral » limité à 1500 exemplaires est mis en vente, mais celui-ci ne contient que l'intégralité de la série telle que la considère l'éditeur, c'est-à-dire, les 39 premiers épisodes, en omettant les 6 derniers.
Début 2009, sort un autre coffret « intégral » avec les DVDs de l'édition de 2007, cette fois-ci contenant les 6 OAVs et tiré à un nombre d’exemplaires non limité.

## CD
- Juuni Kokki OST
- Juuni Kokki Image Album
- Getsumei Fuuei mini-CD
- Yume San Sho
- Piano Memories
- Kokyu memories

## Jeux vidéo
2 RPG sur PS2 chez Konami.